# Exploit (videoigre)
V videoigrah je exploit (/ˈɛksplɔɪt/) (ali izkoriščanje) izraba napake v programski kodi na način kot ga razvijalci videoigre niso predvideli, kar igralcem videoigre, ki izrabljajo to napako z izkoriščevalnim programom, daje nepravične prednosti.

## Polemika
Razvijalci videoiger se strinjajo, da mora biti uporaba izkoriščanj v njihovih videoigrah prepovedan ne glede na to ali je prepoved zapisana v pravilniku ali ne. Z nasprotnega vidika, strani razvijalcev izkoriščevalcev menijo, da se ne strinjajo, da naj bi bil razvoj izkoriščanj prepovedan, če to ni zapisan v pravilniku igre. Ta polemika in njeno širjenje je povzročilo globalno debato na svetovnem spletu na katero odgovor še vedno ni čisto v celoti znan.

## Žaljenje
Igralci videoiger velikokrat uporabljajo izkoriščanja, da si povečajo dejavnike v videoigri kateri pripomorejo k njegovi zmagi, se v večini časa dogaja žaljenje med igralci, ki videoigro igrajo navadno brez izkoriščevalnih programov.